# We Want Eazy
We Want Eazy è un singolo del rapper Eazy-E dell'album Eazy-Duz-It. Il singolo è stato prodotto da Dr. Dre & DJ Yella. Il singolo è stato inserito anche in due raccolte del rapper, ovvero Eternal E e Featuring...Eazy-E. La canzone campiona "Ahh... The Name Is Bootsy, Baby!" di Bootsy Collins.

## Videoclip
Il videoclip di "We Want Eazy" è stato girato nel 1989 da J. Kevin Swain. Nell'introduzione del video, Eazy-E e Ice Cube sono in un carcere e parlano tra di loro. Quando la base della canzone inizia, Eazy-E scappa e un poliziotto lo insegue. Successivamente, nelle altre scene del video, mostrano Eazy in concerto insieme al suo gruppo, i N.W.A..

## Cover
La copertina del singolo raffigura Eazy in una folla, anche se c'è una copertina alternativa che anni dopo verrà utilizzata come cover di The Chronic di Dr. Dre.